# Kopalnia Węgla Brunatnego „Konin”

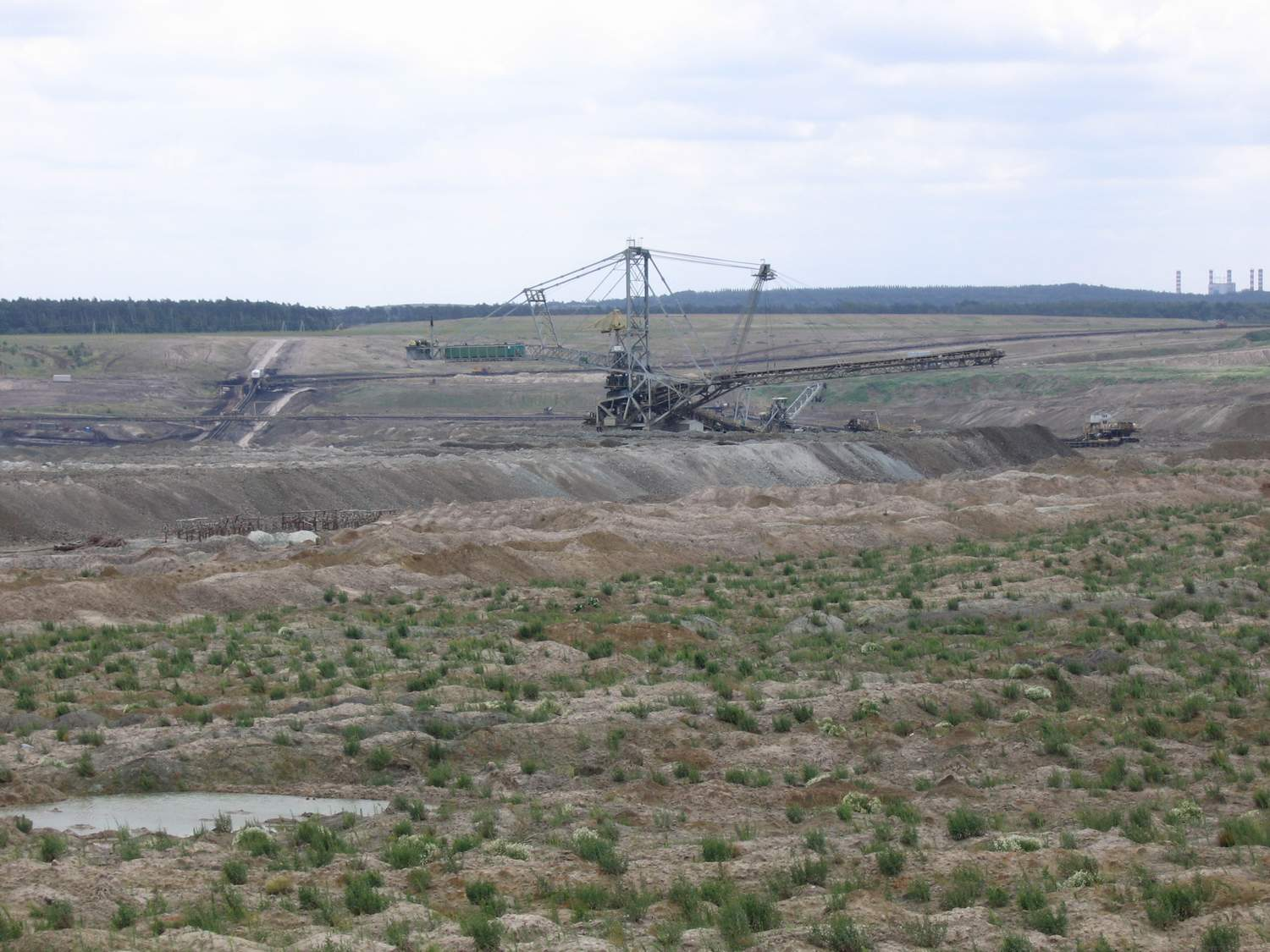
Odkrywka KWB Konin

PAK Kopalnia Węgla Brunatnego „Konin” w Kleczewie (KWB „Konin”) – kopalnia węgla brunatnego w Konińskim Zagłębiu Węgla Brunatnego. Główna siedziba kopalni znajduje się w Kleczewie. KWB Konin powstała w czasie II wojny światowej, kiedy to niemieccy okupanci rozpoczęli budowę kopalni wraz z zakładem przeróbczym – brykietownią. W 1945 roku, na bazie istniejącej infrastruktury rozpoczęto eksploatację odkrywki Morzysław, początkowo dla potrzeb miejscowej ludności, a od 1946 roku też dla potrzeb brykietowni. W 1953 roku swoją działalność zaczęła odkrywka Niesłusz. W lipcu 1955 roku kopalnia otrzymała oficjalnie nazwę Kopalnia Węgla Brunatnego „Konin”. W oparciu o złoża węgla brunatnego zaczęła działać w 1958 elektrownia „Konin”, a w latach 1967–1969 zbudowano dodatkowo elektrownię „Pątnów”. Obszar kopalni obejmuje kilka powiatów i kilkanaście gmin. Bazujący na niej przemysł paliwowo-energetyczny decyduje w dużej mierze o rozwoju gospodarczym regionu konińskiego.
Od 1 stycznia 1968 w granicach Konina.
Prezesem i dyrektorem generalnym kopalni był od 2007 do 19 lutego 2013 roku Sławomir Mazurek, obecnie piastujący funkcję wiceprezesa zarządu ds produkcji. Następnie prezesem i dyrektorem generalnym został Zbigniew Bryja, kolejnym (od maja 2015) Sławomir Sykucki.
W dniu 18 lipca 2012 roku ZE PAK S.A. przejął Kopalnię Węgla Brunatnego Konin. Kopalnia została włączona do Grupy Kapitałowej ZE PAK i jednocześnie zmieniono jej oficjalną nazwę na PAK Kopalnia Węgla Brunatnego Konin S.A.

## Odkrywki KWB Konin
| Odkrywka    | Pole                     | Rozpoczęcie budowy | Rozpoczęcie eksploatacji | Zakończenie eksploatacji | Średnie roczne wydobycie (w mln ton) | Ilość wydobytego węgla (w mln ton) | Stosunek W:N |
| ----------- | ------------------------ | ------------------ | ------------------------ | ------------------------ | ------------------------------------ | ---------------------------------- | ------------ |
| Morzysław   | –                        | II kwartał 1941    | 1945 (1943)              | 1953                     | 0,13                                 | 1,042                              | 1:2,7        |
| Niesłusz    | –                        | 1949               | sierpień 1954            | 1961                     | 0,5                                  | 4,079                              | 1:5,3        |
| Gosławice   | Gosławice I Gosławice II | IV kwartał 1953    | 31 sierpnia 1958         | 1974                     | 2,3                                  | 38,852                             | 1:2,2        |
| Pątnów      | –                        | 1956               | 22 lipca 1962            | 17 lipca 2001            | 3,3                                  | 129,783                            | 1:5,7        |
| Kazimierz   | Południe                 | 1 stycznia 1962    | 25 listopada 1965        | 22 lutego 1997           | 2,6                                  | 83,381                             | 1:7,2        |
| Kazimierz   | Północ                   | 9 września 1992    | 24 października 1995     | 24 czerwca 2011          | 3,0                                  | 48,447                             | 1:7,2        |
| Jóźwin      | Jóźwin I                 | 1964               | 1971                     | 2003                     | 3,4                                  | ~ 110,0                            | 1:5,6        |
| Jóźwin      | Jóźwin IIA               | 1964               | 1971                     | 2003                     | 3,4                                  | ~ 110,0                            | 1:5,3        |
| Jóźwin      | Jóźwin IIB               | 31 marca 1999      | 3 grudnia 2003           | 16 czerwca 2023          | ~ 3,0                                | ~ 70,0                             | 1:8          |
| Lubstów     | –                        | luty 1979          | 6 listopada 1982         | 3 kwietnia 2009          | 2,4                                  | ~ 107,0                            | 1:3,4        |
| Drzewce     | Bilczew                  | 16 czerwca 2003    | 5 sierpnia 2005          | 13/14 kwietnia 2010      | 2,4                                  | ?                                  | 1:5,6        |
| Drzewce     | Drzewce A                | ?                  | 10 lutego 2010           | 2015                     | ?                                    | ?                                  | 1:5,3        |
| Drzewce     | Drzewce B                | ?                  | 21 sierpnia 2015         | 8 sierpnia 2022          | ?                                    | 32,626                             | 1:8          |
| Tomisławice | –                        | 17 grudnia 2008    | 20 września 2011         | –                        | ~ 3,0                                | trwa wydobycie                     | 1:7          |

## Kontrowersje
Ostatnie działania Kopalni Węgla Brunatnego Konin budzą pewne kontrowersje. Według niepotwierdzonych informacji powstanie odkrywki węgla w Tomisławicach nieopodal Gopła może spowodować powstanie leju depresyjnego, który w następstwie doprowadzi do wyschnięcia wody w jeziorze. Przykładem niszczącej działalności kopalni może być obniżenie poziomu wody o 1,5 metra w jeziorze Ostrowskim (plaża powiększyła się o 200 m). Są to jednak dane niepotwierdzone naukowo. W obronie Gopła i obszarów nadgoplańskich stanęła Gmina Kruszwica i organizacja ekologiczna Greenpeace, które wspólnie złożyły skargę do Komisji Europejskiej. Zdaniem zarządu Kopalni Węgla Brunatnego Konin zarzuty są bezpodstawne, a przeprowadzane badania nierzetelne.
Komisja Europejska jest innego zdania i 26 stycznia 2012 r. upomniała Polskę w związku z naruszeniem przepisów ochrony środowiska. Sprawa dotyczy niewykonania oceny oddziaływania na środowisko kopalni odkrywkowej na obszarze ochrony Natura 2000 nad jeziorem Gopło. Komisja ma przesłać władzom polskim uzasadnioną opinię oraz zwrócić się o doprowadzenie do zgodności z unijnymi przepisami w ciągu dwóch miesięcy. W przeciwnym wypadku, Komisja może przekazać sprawę do Trybunału Sprawiedliwości Unii Europejskiej.